# Список активних сепаратистських рухів у Європі
Нижче представлений список чинних (станом на 2019 рік) сепаратистських рухів у Європі. Визначення сепаратизм включає в себе як рух за відокремлення частини території від держави і отримання повної незалежності, так і отримання широкої автономії (сецесіонізм і автономізм).
Рухи в цьому списку відповідають наступним критеріям:
- Вони є чинними рухами з активними учасниками.
- Вони вимагають надання широкої автономії або самовизначення для географічного регіону.

Для кожного регіону перераховано один або декілька пунктів:
- Де-факто держава: регіон зі спірним міжнародно-правовим статусом, фактично має незалежність; держава з обмеженим дипломатичним визнанням.
- Запропонована держава: рух за створення нової держави шляхом відокремлення частини території від існуючої держави і створення нової незалежної суверенної держави.
- Запропонована автономія: рух за надання регіону широкої автономії у складі держави, а не повної незалежності.
  - Уряд у вигнанні: уряд, що знаходиться за межами регіону, на території якого проголошує себе законною владою.
  - Політичні партії: партії, що підтримують надання регіону незалежності або автономії.
  - Військові (терористичні організації: військові формування, що не є частиною державних сил.
  - Підтримуючі групи: не військові і не політичні об'єднання сепаратистів.

Деякі політичні партії в країнах Європейського Союзу, які представляють інтереси національних меншин і/або домагаються автономії чи суверенітету для свого регіону входять у Європейський вільний альянс.
У деяких випадках група прагне до возз'єднання із сусідньою країною (іредентизм).

## Азербайджан
- Нагірний Карабах
  - Де-факто держава:  Нагірно-Карабаська Республіка[1]
    - Підтримуюча група: Вірмени.

  - Уряд у вигнанні:  Азербайджан — Азербайджанська громада Нагірного Карабаху[2].

- Азербайджанський Талистан
  - Запропонований автономний регіон:  Талиш-Муганська Автономна Республіка
    - Підтримуюча група: Талиші

- Азербайджанський (Південний) Лезгистан
  - Запропонований автономний регіон: Республіка Лезгистан
  - Партія: Садвал.
    - Підтримуюча група: Лезгини (іредентськіеноено

## Бельгія
- Фландрія[3]
  - Запропонована держава:  Фландрія
    - Політичні партії: Новий фламандський альянс (дан. Nieuw-Vlaamse Alliantie) (член ЕСА), Фламандський інтерес (дан. Vlaams Belang).

- Валлонський регіон
  - Запропонована держава:  Валлонія,  Франція

## Боснія та Герцеговина
- Республіка Сербська
  - Запропонована держава:  Республіка Сербська[4][5][6]
    - Політичні партії: Союз незалежних соціал-демократів (серб. Савез независних социјалдемократа), Сербська демократична партія (серб. Српска демократска Странка).

- Герцег-Босна
  - Запропонована держава:  Хорватська республіка Герцег-Босна
    - Політичні партії: Хорватська демократична співдружність Боснії і Герцеговини (хорв. Hrvatska demokratska zajednica Bosne i Hercegovine), Хорватський демократичний союз 1990 (хорв. Hrvatska demokratska zajednica 1990), Хорватська християнський демократичний союз (хорв. Hrvatska kršćanska demokratska unija).

- Боснійські території
  - Запропонована держава:  Ісламська республіка Боснії і Герцеговини[7]
    - Політичні партії: Партія демократичної дії (босн. Stranka Demokratske Akcije), Боснійсько-Герцеговінсько Патріотична Партія Сефера Халиловича (босн. Bosanskohercegovačka Patriotska Stranka-Sefer Halilović).

- Республіка Західна Боснія
  - Запропонована держава: Республіка Західна Боснія Республіка Західна Боснія
    - Політичні партії: Народний демократичний союз (босн. Demokratska Narodna Zajednica).

## Велика Британія

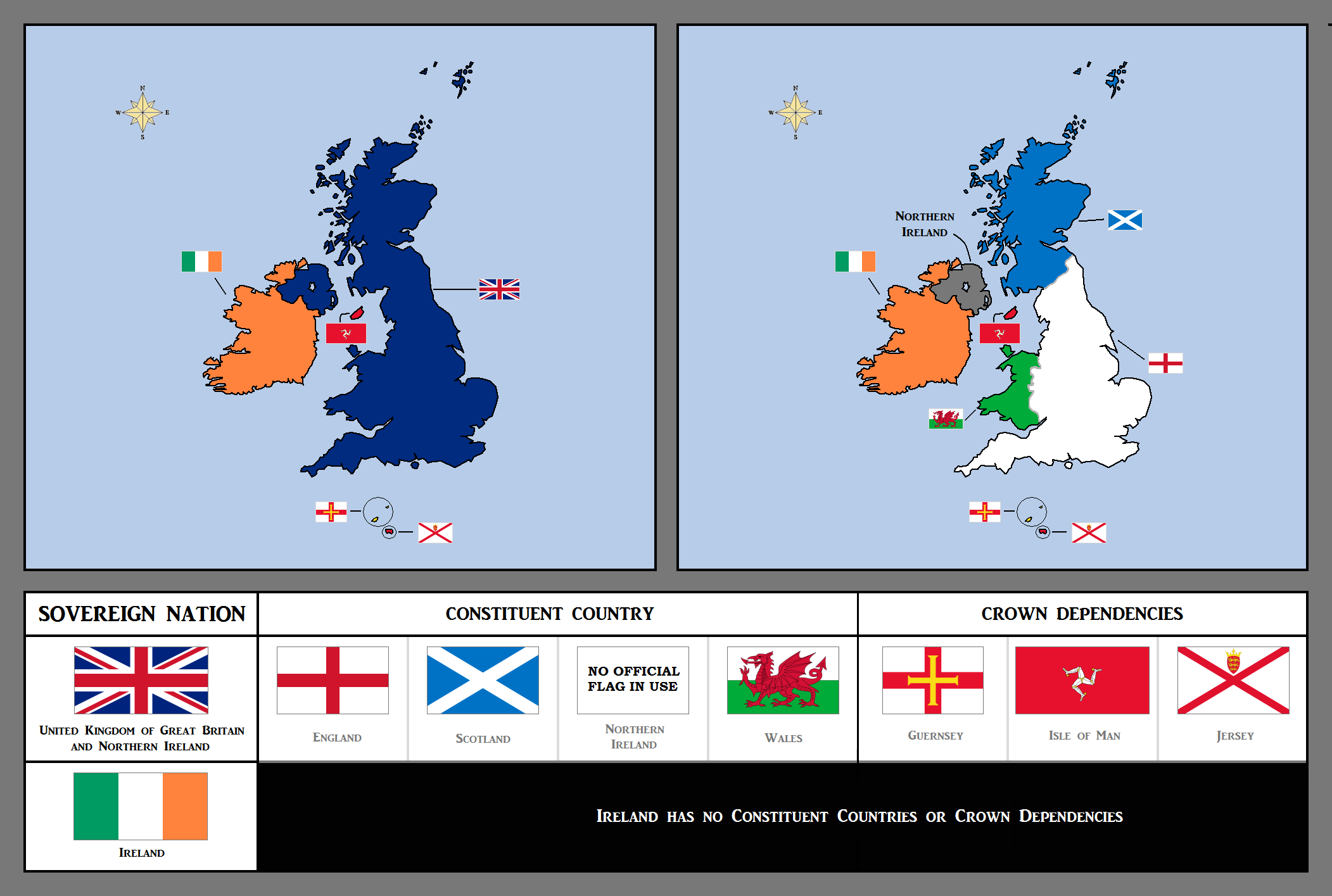
Сполучене Королівство Великої Британії і Північної Ірландії, коронні володіння і Республіка Ірландія

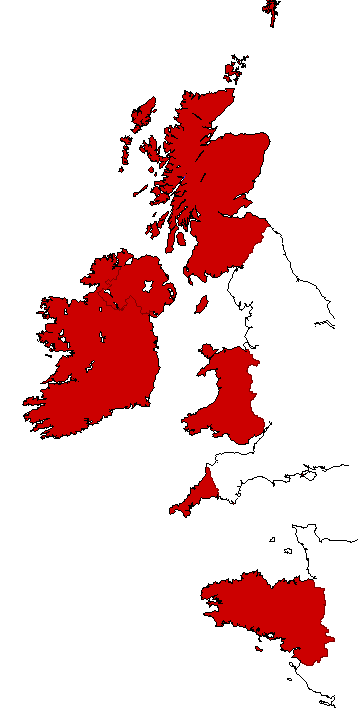
Кельтська Ліга

- Корнуолл
  - Запропонована держава:  Корнуолл
    - Політичні партії: Корнуольська націоналістична партія (англ. Cornish Nationalist Party).
    - Військові організації: Корнуольська народно-визвольна армія (англ. Cornish National Liberation Army).

  - Запропонований автономний регіон:  Корнуолл
    - Політичні партії: Сини Корнуолла (корн. Mebyon Kernow) (член ЕСА), Зелена партія Англії і Уельсу валл. Plaid Werdd Cymru a Lloegr).
    - Підтримуюча група: Корнуольська конституційна конвенція (корн. Senedh Kernow), Корнуолл 2000 (корн. Kernow 2000), Корнуольська солідарність (корн. Unvereth Kernewek).

- Англія
  - Запропонована держава:  Англія
    - Політичні партії: Одна Англія (англ. One England), Англійська Радикальний Альянс (англ. English Radical Alliance), Перша Англійська Партія (англ. England First Party)[8].
    - Підтримуюча група: Англійська народно-визвольна асоціація (англ. English National Liberation Association)[9].

  - Запропонований автономний регіон:  Англія
    - Політичні партії: Партія Англійських Демократів (англ. English Democrats Party), Партія незалежності Сполученого Королівства (англ. United Kingdom Independence Party)[10].
    - Підтримуюча група: Автономний Англійський Парламент (англ. Campaign for an English Parliament).

- Гібралтар
  - Запропонована держава:  Гібралтар
    - Політичні партії: Прогресивна Демократична Партія (англ. Progressive Democratic Party).

- - Запропонована держава:  Гернсі[11]
- Джерсі
  - Запропонована держава:  Джерсі[12]
- Острів Мен
  - Запропонована держава:  Острів Мен
    - Політичні партії: Сини Мена (менс. Mec Vannin), Ліберальна партія Мена (менс. Liberal Vannin).
    - Підтримуюча група: Кельтська Ліга (менс. Commeeys Celtiagh).

- Острів Вайт
  - Запропонований автономний регіон:  Острів Вайт
    - Політичні партії:Вайтська Народна Партія (англ. Vectis National Party).

  - Запропонована держава:  Північна Ірландія[13]
    - Політичні партії: Ольстерський Третій Шлях (англ. Ulster Third Way).
    - Військові організації: деякі з Асоціації оборони Ольстеру (англ. Ulster Defence Association).

  - Запропонована держава:  Ірландія[14][15]
    - Політичні партії: Шинн Фейн (ірл. Sinn Féin), Соціал-демократична і лейбористська партія (ірл. Páirtí Sóisialta Daonlathach an Lucht Oibre), Республіканський Шинн Фейн (ірл. Sinn Féin Poblachtach), Ірландська республіканська соціалістична партія (ірл. Pairtí Poblachtach Sóisalach na h-Éireann).
    - Військові організації: Ірландська Республіканська Армія (ірл. Óglaigh na hÉireann)[16][17].
    - Підтримуюча група: Кельтська Ліга (ірл. Conradh Ceilteach).

- Північно-Східна Англія
  - Запропонований автономний регіон: Північно-Східна Англія,  Нортумбрія[18]
    - Підтримуюча группа: Північно-Східна Партія (англ. North East Party)[19]

- Шотландія
  - Запропонована держава:  Шотландія[20][21][22]
    - Політичні партії: Шотландська національна партія (шотл. гел. Pàrtaidh Nàiseanta na h-Alba; шотл. Scottis Naitional Pairtie) (член ЕСА)[23], Шотландська партія зелених (шотл. гел. Pàrtaidh Uaine na h-Alba; шотл. Scots Green Pairty), Шотландська соціалістична партія (шотл. гел. Pàrtaidh Sòisealach na h-Alba; шотл. Scots Socialist Pairty), Шотландський демократичний альянс (англ. Scottish Democratic Alliance), Солідарність (англ. Solidarity).

- Шетландські острови
  - Запропонована держава: Суверенна держава Форвік
    - Запропонований автономний регіон:  Шетландські острови
    - Політичні партії: Оркнейський та Шетландський рухи (англ. Orkney and Shetland Movement)[24].

- Уельс
  - Запропонована держава:  Уельс[25]
    - Політичні партії: Партія Уельсу (валл. Plaid Cymru) (член ЕСА), Валлійська Партія Зелених (валл. Plaid Werdd Cymru), Голос Гвинеда (валл. Llais Gwynedd), Незалежна партія Уельсу (валл. Cymru Annibynnol).
    - Військові організації: Вільна Валлійська Армія (валл. Byddin Rhyddid Cymru), Рух за захист Уельсу (валл. Mudiad Amddiffyn Cymru), Сини Глиндура (валл. Meibion Glyndŵr).
    - Підтримують групи: Спільнота (валл. Cymuned), Валлійське мовне суспільство (валл. Cymdeithas yr Iaith Gymraeg), Кельтська Ліга (валл. Undeb Celtaidd).

- Вессекс
  - Запропонований автономний регіон:  Вессекс
    - Політичні партії: Вессекська Регіоналістична Партія (англ. Wessex Regionalist Party)[26].
    - Підтримуюча група: Вессекська Конституційна Конвенція (англ. Wessex Constitutional Convention).

- Йоркшир
  - Запропонований автономний регіон:  Йоркшир
    - Підтримуюча група: Співтовариство Йоркширських Райдінгів (англ. Yorkshire Ridings Society)[27]

## Греція
- Чамерія
- Запропонований автономний регіон: Чамерія
  - Військова організація: Армія визволення Чамерії[en]

## Данія
- Фарери
  - Запропонована держава:  Фарери
    - Політичні партії: Республіка (фар. Tjóðveldi), Фарерські Народна Партія (фар. Hin føroyski fólkaflokkurin), Центральна партія (фар. Miðflokkurin), Незалежна партія (фар. Sjálvstýrisflokkurin).

## Іспанія

Сепаратистські рухи в Іспанії
1. Галісія
2. Астурія
3. Леон
4. Кантабрія
5. Країна Басків
6. Арагон
7. Каталонія, Валенсія і Балеарські Острови
8. Кастилія
9. Андалусія
10. Канарські острови

- Андалусія
- Арагон
- Балеарські острови
- Валенсія
- Галісія
- Країна Басків
- Каталонія
- Мурсія

## Італія
- Паданія
  - Запропонована держава: Паданія[28]

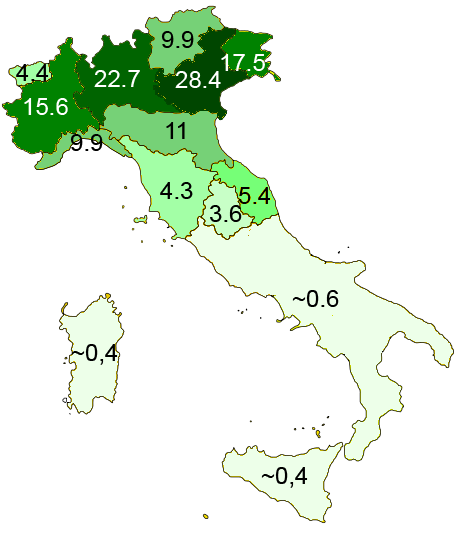
Голоси віддані за Лігу Півночі на виборах 2009 року в Італії

  - Політичні партії: Ліга Півночі (італ. Lega Nord).

- Валле-д'аоста
  - Політичні партії: Союз Валле-д'аости (італ. Union Valdôtaine), Едельвейс Валле-д'аоста (італ. Stella Alpina Valle d'Aosta), Автономістська федерація (італ. Fédération Autonomiste), Оновлення Валле-д'аости (італ. Renouveau Valdôtain), Ліга Півночі Валле-д'аости (італ. Lega Nord Valle d'Aosta).

- П'ємонт
  - Політичні партії: Ліга Півночі — П'ємонт (італ. Lega Nord Piemont).

- Ломбардія
  - Політичні партії: Ліга Ломбардії (італ. Lega Lombarda), Альянс Ломбардської Ліги (італ. Lega Alleanza Lombarda), Незалежний фронт Ломбардії (італ. Fronte Indipendentista Lombardia).

- Інсубрія
  - Підтримуюча група: «Тільки ми» (італ. Domà Nunch)[29]

- Тренто
  - Політичні партії: Союз заради Тренто (італ. Unione per il Trentino), Ліга Півночі — Тренто (італ. Lega Nord Trentino), Тирольська партія автономії для Тренто (італ. Partito Autonomista Trentino Tirolese), Автономісти Тренто (італ. Trentino Autonomista), Союз автономістів Ладена (італ. Union Autonomista Ladina), Сполучені долини (італ. Valli Unite), Народний рух за автономію (італ. Movimento Autonomia Popolare), Фасса (італ. Fassa).

- Південний Тіроль
  - Політичні партії: Південнотірольська народна партія (італ. Partito Popolare Sudtirolese і нім. Südtiroler Volkspartei), Союз Південного Тіролю (нім. Union für Südtirol), Лібертаріанці (нім. Die Freiheitlichen), Свободу Південному Тіролю (нім. Süd-Tiroler Freiheit), Ладенський політичний рух (ладин. Moviment Politich Ladins), Демократична партія Південного Тіролю (нім. Demokratische Partei Südtirol), Ліга Півночі — Південний Тіроль (італ. Lega Nord Sud Tirolo).
  - Військові організації: Комітет визволення Південного Тіролю (нім. Befreiungsausschuss Südtirol).

- Венеція
  - Політичні партії: Ліга Півночі — Венето (італ. Liga Veneta), Північно-Східний проект (італ. Progetto NordEst), Венеціанська Республіканська Ліга (італ. Liga Veneta Repubblica), Венеціанська Національна Партія (італ. Partito Nasional Veneto), Венеціанський Народний Союз (італ. Unita Popolare Veneta), Держава Венеція (італ. Veneto Stato).

- Фріулі-Венеція-Джулія
  - Політичні партії: Ліга Півночі — Фріулі-Венеція-Джулія (італ. Lega Nord Friuli-Venezia Giulia), Рух Фріулі (італ. Moviment Friûl), Джулійський Фронт (італ. Fronte Giuliano).

- Лігурія
  - Політичні партії: Ліга Півночі — Лігурія (італ. Lega Nord Liguria), Лігурійський рух за незалежність (італ. Movimento Indipendentista Ligure).

- Емілія
  - Політичні партії: Ліга Півночі — Емілія (італ. Lega Nord Emilia).

- Тоскана
  - Політичні партії: Ліга Півночі — Тоскана (італ. Lega Nord Toscana).

- Сардинія
  - Політичні партії: Сардинська нація (італ. Sardigna Natzione), Сардинська активна партія (італ. Partito Sardo d'Azione), Незалежна Республіка Сардинія (італ. Indipendèntzia Repùbrica de Sardigna), Ліворуч до незалежності (італ. A Manca pro s'Indipendentzia).

- Сицилія
  - Політичні партії: Рух за незалежність Сицилії (італ. Movimento per l'Indipendenza della Sicilia), Сицилійський Альянс (італ. Alleanza Siciliana), Сицилійська Народна Партія (італ. Partito popolare Siciliano), Сицилійський Національний Фронт (італ. Fronte Nazionale Siciliano).

- Південна Італія
  - Політичні партії: Рух за Автономію (італ. Movimento per le Autonomie), Федералістичний Альянс (італ. Alleanza Federalista), Ліга Південної Аузонії (італ. Lega Sud Ausonia), Південна Діюча Ліга (італ. Lega d'Azione Meridionale).

## Кіпр
- Північний Кіпр
  - Де-факто держава:  Північний Кіпр

## Молдова
- ПМР[30]
  - Уряд у вигнанні:  Автономне територіальне утворення з особливим статусом Придністров'я
- Гагаузія

## Нідерланди
- Фрисландія
  - Політичні партії: Фризька Національна Партія (фриз. Frysk Nasjonale Partij і нід. Friese Nationale Partij) (член ЕСА).
  - Статус: Демократичний рух потребує широкої автономії для регіону, де мешкає фризькомовне населення Фрисландії.

## Німеччина

Баварія

- Баварія
  - Люди: баварці
    - Пропоноване стан:  Вільна держава Баварія
    - Політична партія: Партія Баварії
- Саксо́нія
  - Люди: Верхня Саксонія
    - Пропоноване стан:  Саксо́нія
    - Політична партія: Freie Sachsen

- Східна Фризія
  - Люди: Фризи

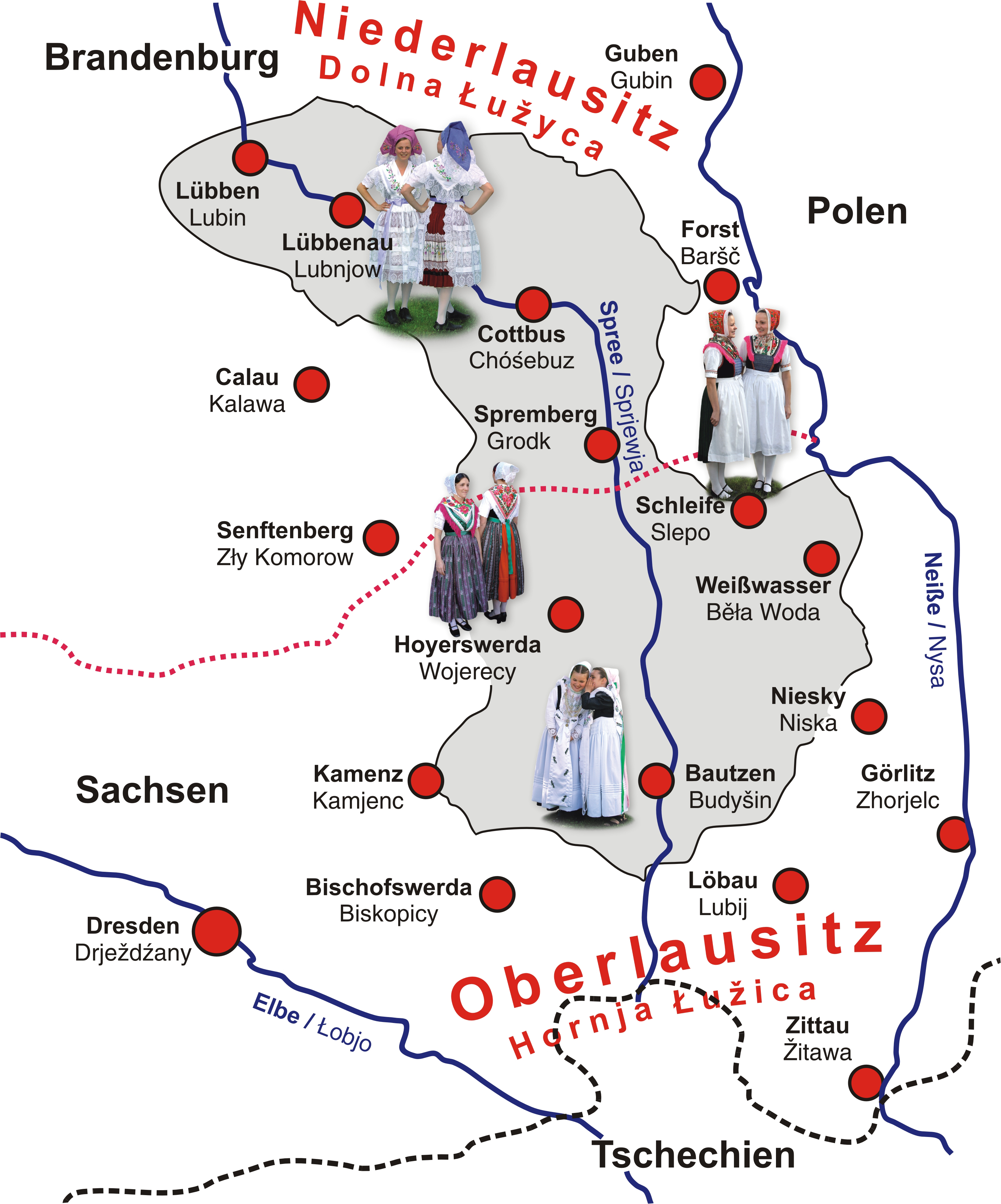
Лужичани

    - Пропонована автономна область: Східна Фризія
    - Політична партія: Die Friesen

- Лужиця
  - Люди: лужичани
    - Пропонована автономна область: Лужиця
    - Політична партія: Лужицкий альянс
- Шлезвіг-Гольштейн
  - Люди: Данці
    - Пропонована автономна область: Південний Шлезвіг
    - Політична партія: Союз південношлезвізьких виборців

## Норвегія
- Лапландія
  - Запропонований автономний регіон:  Лапландія (іредентні настрої саамів, Саамський парламент Норвегії).

## Польща

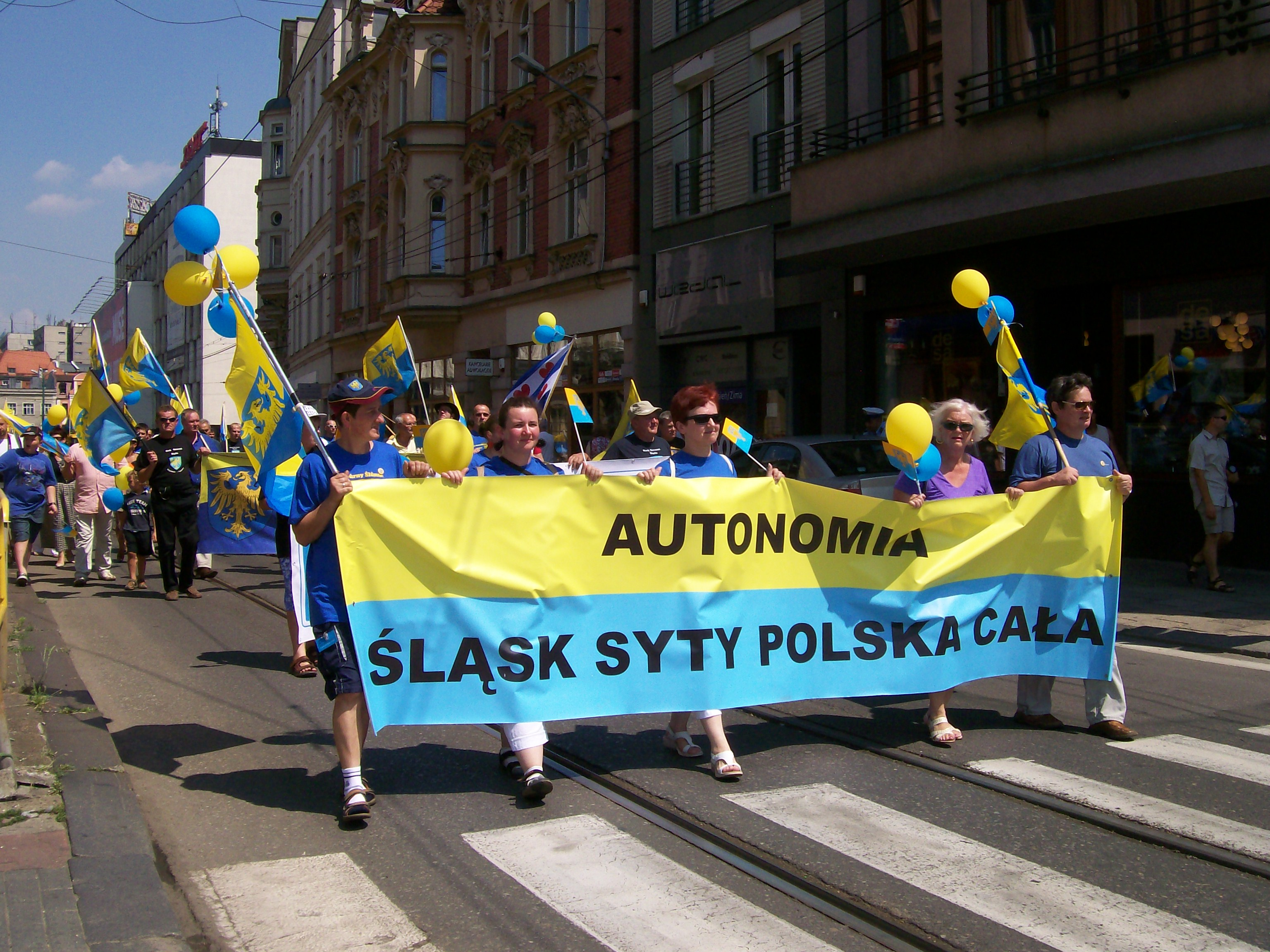
Демонстрація сілезців у Катовиці, 2010

- Верхня Сілезія
  - Політичні партії: Рух за автономію Сілезії (пол. Ruch Autonomii Śląska і сіл. Ruch Autůnůmije Ślůnska).[31]

## Росія

### Північний Кавказ
- Адигея
- Чечня
  - Організації: Збройні формування Чеченської Республіки Ічкерія; але останнім часом Рамзан Кадиров, голова Чеченської Республіки, виступав із заявами на підтримку широкої автономії для Чечні.[32]
  - Де-факто держава: Чеченська Республіка Ічкерія  Чеченська Республіка Ічкерія
- Дагестан
- Інгушетія
- Кабардино-Балкарія
- Північна Осетія
- Чечня, Дагестан, Інгушетія
  - Запропонована держава:  Кавказький Емірат (Заявлений наступник Чеченської Республіки Ічкерія)
- Черкесія, Адигея, Кабарда
  - Рух: Черкеський Конгрес, Черкеська Молода Ініціатива
  - Запропонована держава: Черкесія, включаючи всі землі, що історично належали Черкесії та/або населені черкесами — Адигея, кабардинська (північна) частину Кабардино-Балкарії, черкеська (північна) частину Карачаєво-Черкесії, південні частини Краснодарського і Ставропольського країв (іредентські настрої близьких народів).

- Балкарія і  Карачай
  - Рух: Різні націоналістичні організації в карачаевской (південної) частини Карачаєво-Черкесії і балкарської (південної) частини Кабардино-Балкарії (іредентські настрої близьких народів).
  - Запропонована держава: Карачаєво-Балкарія (або Балкарія і Карачай).

- Російський (Північний)Лезгистан
  - Запропонований автономний регіон: Республіка Лезгистан.
  - Партія: Садвал
    - Підтримуюча група: Лезгини іредентські настрої).

- Кумикистан

### Інші регіони
- Калмикія
  - Рухи: Удмуртська Рада (член  Організації націй і народів, що не мають представництва).
  - Запропонована держава: Удмуртія Удмуртия.
- Марій Ел
  - Рухи: Марій Ушем.
- Татарстан Татарстан
  - Рухи: Всетатарський громадський центр.
  - Запропонована держава: Татарстан Татарстан
- Башкортостан[джерело не вказане 3266 днів]
- Чувашія[джерело не вказане 3266 днів]
- Мордовія[джерело не вказане 3266 днів]
- Республіка Комі[джерело не вказане 3266 днів]
- Карелія  Карелія
  - Запропонована держава: Східна Карелія і / або об'єднання з фінськими Північною і Південною Карелією і формування єдиної Карелії[джерело не вказане 3266 днів].
- Калінінградська область
  - Політичні партії: Балтійська республіканська партія.
  - Запропонована держава:  Республіка Кенігсберг або можливе об'єднання з  Німеччиною.
- Краснодарський край
  - Рухи: Автономісти кубанських козаків і Краснодарського краю.
  - Запропонована держава:  Кубанська Народна Республіка або можливе об'єднання з  Україною[33].
- Ленінградська область
  - Запропонована держава:  Інгерманландія[джерело не вказане 3266 днів].
- Якутія
  - Запропонована держава:  Якутія[джерело не вказане 3266 днів].
- Тува
  - Запропонована держава:  Тува[джерело не вказане 3266 днів].
- Сибір
  - Запропонована держава:  Сибір[джерело не вказане 3266 днів].
- Бурятія
  - Запропонована держава:  Бурятія[джерело не вказане 3266 днів].
- Урал
  - Запропонована держава:  Уральська республіка[джерело не вказане 3266 днів].
- Хакасія
  - Запропонована держава:  Хакасія[джерело не вказане 3266 днів].
- Далекий Схід
  - Запропонована держава:  Далекосхідна республіка[джерело не вказане 3266 днів].
- Республіка Алтай
  - Запропонована держава:  Республіка Алтай[джерело не вказане 3266 днів].

## Румунія
- Трансільванія
  - Запропонована держава:  Угорщина,  Трансільванія
    - Політичні партії: Йоббік[34], Союз за відродження Угорської Трансільванії[35].
- Секуйський край
  - Запропонований автономний регіон:  Секуйський край
    - Політичні партії: Секуйська Національна Рада (рум. Consiliul Naţional Secuiesc, угор. Székely Nemzeti Tanács), Демократичний союз угорців Румунії (рум. Uniunea Democrată Maghiară din România, угор. Romániai Magyar Demokrata Szövetség).
    - Підтримуюча група: Секеї.

## Сербія

Карта Сербії з запропонованими автономіями

- Косово і Метохія
  - Де-факто держава:  Республіка Косово[36][37](член  Організації націй і народів, що не мають представництва).
    - Політичні партії: Демократична ліга Косова (алб. Lidhja Demokratike e Kosovës), Альянс за майбутнє Косова (алб. Aleanca për Ardhmërinë e Kosovës), Демократична партія Косова (алб. Partia Demokratike e Kosovës), Національний рух за звільнення Косова (алб. Lëvizja Kombëtare për Çlirimin e Kosovës).
    - Підтримуюча група: Албанці.

  - Запропоноване держава:  Велика Албанія.
    - Терористичні організації: Албанська національна армія.

  - Уряд у вигнанні: Автономний Край Косово і Метохія.

- Воєводина
  - Пропонується більш високий рівень автономії[38].
    - Політичні партії: Ліга соціал-демократів Воєводини (серб. Лига социјалдемократа Војводине, угор. Vajdasági Szociáldemokrata Liga).

## Туреччина
- Курди
  - Запропонована держава:  Курдистан[39]
    - Політичні партії: Партія миру і демократії (тур. Barış ve Demokrasi Partisi, курд. Partiya Aştî û Demokrasiyê).
    - Військові організації: Робоча партія Курдистану (тур. Kürdistan İşçi Partisi, курд. Partiya Karkerên Kurdistan).

- Лазистан
  - Запропонований автономний регіон:  Лазистан.
    - Підтримуюча група: Лази.

## Фінляндія
- Аландські острови
  - Запропонована держава:  Аландські острови.
    - Політичні партії: Майбутнє Аландів (швед. Ålands Framtid).

## Франція
- Країна Басків

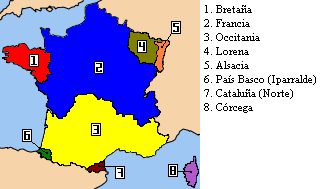
Деякі з проголошених народів і/або регіонів:
1. Бретань
2. Центральна Франція
3. Окситания
4. Лотарингія
5. Ельзас
6. Північна країна басків
7. Каталонія
8. Корсика

  - Політичні партії: Патріотичні союз (баск. Abertzaleen Batasuna), Батасуна (баск. Batasuna), Баскська солідарність (баск. Eusko Alkartasuna), Баскська націоналістична партія (баск. Euzko Alderdi Jeltzalea).
  - Профспілки: Баскська трудова солідарність (баск. Euskal Langileen Alkartasuna), Національний комітет робітників (баск. Langile Abertzaleen Batzordeak).
  - Молодіжні об'єднання: Юні патріоти (баск. Gazte Abertzaleak).
  - Військові організації: Сіверяни (баск. Iparretarrak), Країна басків і воля (ЕТА) (баск. Euskadi Ta Askatasuna).
  - Запропонована держава:  Країна Басків[40]

- Бретань[41]
  - Підтримуюча група: Кельтська ліга (брет. Kevre Keltiek).
  - Політичні партії: Відродження (брет. Adsav).
  - Військові організації: Революційна армія Бретані (фр. Armée Révolutionnaire Bretonne), Фронт визволення Бретані (фр. Front de Libération de la Bretagne, брет. Talbenn Diebiñ Breizh).
  - Запропонована держава: Бретань.
- Корсика[42]
  - Політичні партії: Вільна Корсика (корс. Corsica Libera).
  - Військові організації: Фронт національного визволення Корсики (корс. Fronte di Liberazione Naziunale Corsu).
  - Запропонована держава:  Корсика або  Італія.

- Савойя
  - Політичні партії: Рух регіону Савойя (фр. Mouvement Région Savoie).

- Ельзас
  - Політичні партії: Ельзас (нім. Elsass), Національний форум Ельзас-Лотарингії (нім. Nationalforum Elsass-Lothringen), Наша країна (нім. Unser Land).

- Нормандія
  - Політичні партії: Нормандський рух (фр. Le Mouvement Normand).
  - Запропонований автономний регіон: Нормандія (Об'єднані Верхня і Нижня Нормандія).

- Окситанія
  - Політичні партії: Окситанська партія (окс. Partit Occitan), Партія Окситанського Народу (окс. Partit de la Nacion Occitana), Окситанська ініціатива (окс. Iniciativa per Occitània).

## Чорногорія
- Новопазарський Санджак[43].
  - Запропоноване держава:  Санджак.
    - Політичні партії: Партія демократичної дії (босн. Stranka Demokratske Akcije).

- Которська затока
- Ульцинь.
- Серби в Чорногорії.

## Чехія
- Моравія
  - Політичні партії: Моравські брати (чеськ. Moravané) (член ЕСА)[44].

## Швейцарія
- Юра[45]
  - Політична партія: Юраський рух за незалежність (фр. Mouvement Indépendantiste Jurassien)[46], Юраський рух за автономію фр. Mouvement Autonomiste Jurassien).

## Швеція
- Лапландія
  - Запропонований автономний регіон:  Лапландія (іредентські настрої саамів, Саамський парламент Швеції).

Сконе (провинция) підтримуюча партія Партия Сконе
Запропонована держава Сконе (ландскап)